# 757 (numero)
Settecentocinquantasette (757) è il numero naturale dopo il 756 e prima del 758.

## Proprietà matematiche
- È un numero dispari.
- È un numero difettivo.
- È un numero primo.
- È un numero palindromo nel sistema di numerazione posizionale a base 3 (1001001), a base 21 (1F1), a base 27 (111) e nel sistema numerico decimale.
- È altresì un numero a cifra ripetuta in base 27 e un numero ondulante in base 10 e in base 21.
- È un numero congruente.
- È un numero intero privo di quadrati.
- È parte delle terne pitagoriche (468, 595, 757), (757, 286524, 286525).
- È un numero odioso.

## Astronomia
- 757 Portlandia è un asteroide della fascia principale.
- NGC 757 è una galassia ellittica della costellazione della Balena.

## Astronautica
- Cosmos 757 è un satellite artificiale russo.